# Môtiers
Pour l’article ayant un titre homophone, voir Môtier.
Môtiers est une localité de la commune de Val-de-Travers et une ancienne commune suisse du canton de Neuchâtel, située dans la région Val-de-Travers.
Elle a fusionné le 1er janvier 2009 avec Boveresse, Buttes, Couvet, Fleurier, Les Bayards, Noiraigue, Saint-Sulpice et Travers pour former la commune de Val-de-Travers.
Môtiers est une localité suisse traversée par la Route de l'absinthe, itinéraire culturel et touristique reliant Pontarlier à Noiraigue dans le Val-de-Travers.

## Histoire

Vue aérienne (1950)

Môtiers : du latin monasterium (monastère). La fondation de Môtiers se confond avec l'établissement du prieuré Saint-Pierre, probablement au Xe siècle dans un Val-de-Travers encore peu colonisé. La Suisse romande d'aujourd'hui fait alors partie du royaume de Bourgogne.
Prieuré Saint-Pierre : L’histoire de l'ancien prieuré Saint-Pierre de Vautravers a récemment été bouleversée par l'archéologie. Alors que les textes d'archives ne permettaient pas de remonter au-delà des XIe et XIIe siècles, les investigations conduites depuis 1995, ont permis de retrouver les vestiges de lieux de culte remontant au VIe – VIIe siècle apr. J.-C. et même quelques éléments romains.
Le village se développe autour du monastère, alors riche et puissant grâce aux droits seigneuriaux qui lui sont donnés non seulement au Val-de-Travers, mais jusqu'au Val-de-Ruz, où il exerce son pouvoir spirituel, temporel et judiciaire. Les possessions du prieuré Vautravers représentaient les trois cinquièmes du Pays de Neuchâtel actuel. Actuellement le Prieuré Saint-Pierre abrite la Maison Mauler produisant des vins mousseux.
Temple de Môtiers : les premières traces de l'église Notre-Dame (actuel temple protestant) datent du VIIIe siècle. Il s'agit alors d'un second lieu de culte qui sert d'église paroissiale en complément de l'ancien prieuré Saint-Pierre.
La paroisse comprend les villages de Couvet, Fleurier et Boveresse. À cette époque déjà, les comtes de Neuchâtel cherchent à gagner des terres en direction de la France. En 1237, le puissant comte de Bourgogne, Jean de Chalon, protecteur du prieuré doit prêter hommage vassalique au comte Berthold de Neuchâtel. Peu à peu, les moines perdent leurs droits seigneuriaux et juridiction.
Château de Môtiers : au début du XIVe siècle, les comtes de Neuchâtel sont les souverains du Val-de-Travers et se font représenter par des châtelains. Le château, mentionné pour la première fois en 1344, devient leur résidence. C'est aussi le siège du tribunal civil et criminel. Il fut utilisé plus tard comme prison, jusqu'en 1826 et vendu à un particulier en 1835. Il a appartenu ensuite à l’état de Neuchâtel durant de nombreuses années et est désormais la propriété de l'importante entreprise horlogère Bovet Fleurier SA.
Hôtel des Six Communes : en 1458, Rodolphe de Hochberg confirme la franchise de plusieurs communes du Val-de-Travers ; c'est probablement à cette époque que furent construites, par la Corporation des Six-Communes (Boveresse, Buttes, Couvet, Fleurier, Môtiers et St-Sulpice), des halles en bois qui devaient abriter quatre foires annuelles et les marchés hebdomadaires. Céréales, volailles, chandelles, drap étaient vendus là. Au début du XVIe siècle, les halles sont détruites. On décide de les reconstruire et d'y installer, en plus des marchés, le siège de la justice, une auberge et la « maison de ville » : c'est l'hôtel des Six-Communes. Le bâtiment, tel qu'on peut encore l'admirer, date de 1590 environ. À cette époque, moulins et fours établis le long de l'Areuse témoignent de l'activité et de l'extension du village de Môtiers.
En 1537, la Réformation est adoptée au Val-de-Travers, les moines bénédictins quittent Môtiers pour se réfugier en France voisine et le prieuré, sécularisé, devient propriété de l’État. Il sera vendu à un particulier en 1749.
En 1723, un violent incendie détruit plusieurs bâtiments proches de la maison des Six-Communes. Le XVIIIe siècle voit le début d'une industrie florissante. À côté des travaux agricoles, les Môtisans s'adonnent à la fabrication de dentelles et à l'horlogerie.
Grande Rue : Môtiers, centre de la Châtellenie et siège des autorités militaires et judiciaires, devient le rendez-vous d'été des principales familles neuchâteloises. C'est à cette époque qu'ont été construites la plupart des belles demeures qui bordent la "Grande Rue".
De 1762 à 1765, Jean-Jacques Rousseau y séjourne, mais ses démêlés avec le pasteur de Montmollin obligent le philosophe à quitter Môtiers pour gagner l'Île Saint-Pierre.
En juillet 1762, Jean-Jacques Rousseau, comme décrit dans ses Confessions, séjourne chez Madame Boy de La Tour à Môtiers. Il y vit pendant trois ans, avant qu'un conflit avec le pasteur de Môtiers ne dégénère en une émeute villageoise le 6 septembre 1765, où des pierres sont lancées contre sa maison. L'écrivain quitte Môtiers le 8 septembre de la même année pour se rendre à île Saint-Pierre, sur le lac de Bienne. Un musée a été créé en l'honneur de l'écrivain dans son logis.
Avec l'avènement de la République, en 1848, Môtiers est chef-lieu de district et préfecture.
Le XIXe siècle laisse le chef-lieu un peu en dehors du développement industriel que connaît le reste du district. On y trouve quelques petites fabriques d'horlogerie, quelques distilleries d'absinthe et, dans les bâtiments du prieuré, une entreprise encore présente aujourd'hui, qui produit des vins mousseux selon la méthode champenoise (Mauler & Cie SA).
En 1987, la commune a été bénéficiaire de la vente des "Écus d'or" du Heimatschutz, encourageant une politique de protection de son patrimoine architectural. Le cachet du village et la qualité de sa vie culturelle et artistique font de Môtiers un lieu toujours plus attractif.

## Lieux et monuments
Sur le territoire de l'ancienne commune se trouve le château Vauxtravers ainsi que le prieuré Saint-Pierre, situé dans la « maison Mauler ».
- Temple
- Prieuré Saint-Pierre
- Château XIVe siècle
- Maisons des XVIIe et XVIIIe siècles
- Fontaines XVIIIe siècle
- Maison de l'absinthe
- Grotte et cascade (sud de Môtiers)
- Gorges de la Pouëta-Raisse (sud de Môtiers)
- Musée Rousseau de Môtiers
- Fondation Burkhardt-Felder (Musée de l'art aborigène « La grange » et Musée de l'automobile « Le manège »)
- Le Parc Girardier
- Vy-aux-Moines (Môtiers - Montbenoît France)

## Transports
Le village se trouve sur la ligne ferroviaire Neuchâtel - Buttes

## Littérature
- Une eau-forte, éditions Gallimard, Paris, 1983, Roman de Jean Métellus l'intrigue se passe dans le village de Môtiers.
- De Rousseau à Mirabeau, pèlerins de Môtiers et prophètes de 89, par Charly Guyot, Neuchatel, Victor Attinger, 1936.
- Motiers est la ville natale de Georges Jeanneret (1848-), homme de lettres et graveur sur bois. Il a produit des gravures sur Jean-Jacques Rousseau dans Georges Jeanneret, Un séjour à l’île de Saint-Pierre, Neuchâtel, chez l’auteur, 1878 (contient cinq planches dessin de Ch. Guillaume gravure de Georges Jeanneret (20 planches gravées sur bois d’après Ch. Guillaume sur Rousseau) et écrit un livre sur la Commune de Paris de 1871 à laquelle il avait participé, Paris pendant la Commune révolutionnaire de 1871, Neuchâtel, 1871
- Collectif, Le Val-de-Travers, une région, une identité, Hauterive, Éditions Gilles Attinger, 2008